# Temple of Shadows
Temple of Shadows é o quinto álbum de estúdio da banda brasileira de power metal Angra, lançado em 2004.
O álbum é conceitual, pois conta a história fictícia de um cavaleiro conhecido como "The Shadow Hunter" (O Caçador da Sombra) que se une ao exército convocado pelo Papa para participar da Primeira Cruzada (1096-1099). Durante sua saga, ele passa por conflitos que o fazem refletir sobre a guerra santa da qual participa e os ideais da Igreja Católica, colocando sua devoção a prova.

## História
As 13 faixas contam uma história escrita pelo guitarrista Rafael Bittencourt sobre a vida de um participante da cruzada no século XI - conhecido como The Shadow Hunter (O Caçador da Sombra) - questionando os ideais da Igreja Católica.
- "Deus Le Volt!"  (Deus quer assim), "Spread Your Fire" (Espalhe seu fogo): A história começa como um homem, mais tarde chamado de Caçador da Sombra (Shadow Hunter), escolhido por Deus, segundo diz um rabino que ele encontra, e diz que "espalhar seu fogo" é o seu destino.
- "Angels And Demons" (Anjos e Demônios): Como ele aceita seu destino, o Caçador da Sombra sai para difundir uma nova crença, contra os ensinamentos da Igreja Católica, que o define como um herege.
- "Waiting Silence" (Silencio de Espera): Com o passar do tempo, o Caçador da Sombra se apaixona por uma mulher muçulmana e tem dois filhos. Ele está em conflito com sua escolha entre o atender o chamado de seu destino ou viver uma vida normal. À medida que sua ansiedade aumenta, os cruzados da Igreja Católica Romana atacam a cidade onde vive sua família.
- "Wishing Well" (Fonte dos desejos): Completamente separada da próxima batalha, esta parte da história se passa na mente do Caçador da Sombra, como a voz do rabino constantemente em replays dizendo-lhe: "Não importa onde você joga suas moedas, quer seja em uma igreja ou na fonte dos desejos, o que importa é a tua fé! Se há um Deus, ele não tem casa: ele está em toda parte!"
- "The Temple of Hate":(O Templo do Ódio) Jerusalém é invadida por um exército da Igreja Romana, em correspondência com o evento real que ocorre em julho de 1099, e aniquila todos os habitantes da cidade. A esposa do Caçador da Sombra e seus dois filhos são mortos neste ataque. O Reino de Jerusalém foi fundado sobre os ideais fanáticos, intolerantes e ignorantes do Templo do Ódio, contra a vontade daqueles que viveram na Terra Santa antes de sua invasão.
- "The Shadow Hunter" (O Caçador da Sombra): O Caçador da Sombra continua suas viagens e encontra uma prostituta cigana. Em vez de dar-lhe prazer, ela lê suas cartas, dizendo-o que o amor vai arrastá-lo de seu caminho. O Caçador da Sombra, buscando respostas para as perguntas que o atormentam, fica ainda mais perplexo com a mulher. Neste ponto, ele também descobre a morte de sua família.
- "No Pain for the Dead" (Sem Dor para os Mortos): Continuando a partir da canção anterior, O Caçador da Sombra enterra sua família, tentando superar a perda e tristeza, mas é confortado por saber que estão livres do sofrimento mortal e das emoções humanas. Ele, então, questiona se  valeu a pena fazer tudo isso.
- "Winds of Destination" (Ventos do Destino): Algum tempo passa e o Caçador da Sombra acaba no assalto à fortaleza de Xerigordo, realizada por Quilije Arslã I. Durante a conquista da Fortaleza de Xerigordo, o Caçador da Sombra é ferido e tem que fugir para escapar das tropas de Quilije Arslã. Perdendo sangue, ele desmaia antes de voltar a Constantinopla. Enquanto inconsciente, ele sonha com os pergaminhos perdidos escondidos nas ruínas do Templo de Salomão e dentro de cavernas perdidas no Mar Morto.
- "Sprouts of Time" (Frutos do Tempo): O Caçador da Sombra começa uma nova religião, reunindo pessoas em torno dele para espalhar a verdade revelada por ele. Palavras de paz e amor foram semeadas como sementes no coração dos sábios, mas infrutiferamente caíram no solo rochoso do coração dos cegos. O futuro é uma conseqüência do que fazemos agora. O presente expõe os Frutos do Tempo para todos. Não está claro se isso realmente aconteceu, ou se ele está alucinando este evento, como afirma próxima música em que ele está apenas acordando. De acordo com Bittencourt, essa música teve 3 letras diferentes durante o processo de composição, sendo que somente a última delas foi considerada boa o suficiente para ir para a versão final.
- "Morning Star" (Estrela da Manhã): Quando ele acorda, dois homens muçulmanos estão levando-o embora em um tipo de rede pendurada em um longo pedaço de madeira. Fraco e assustado, ele não pode reagir. À direita, enquanto o sol está amanhecendo, a Estrela da Manhã brilha no céu do novo dia. A estrela de seis pontas apresenta uma cruz e o tridente juntos como um só. Ele entende o primeiro sinal que lhe foi dado pelo rabino enquanto os lobos estão uivando. Naquele exato momento, a primeira profecia é cumprida. Ele descobrirá mais tarde que os dois homens são irmãos. Eles decidiram carregar o homem até sua casa quando o viram deitado e manchado de sangue no chão... Na casa da família Muçulmana, sua adorável irmã Laura vai cuidar dos ferimentos do cruzado.
- "Late Redemption" (Redenção Tardia): Durante os últimos momentos da vida deste cruzado, ele ainda está questionando: "Eu estava certo? Eu estava errado?" Lembranças e pensamentos giram em sua mente. O prisioneiro está sendo visitado por anjos. Ou são demônios? Quem sabe? Como pode o mais puro coração julgar o mal? O Anjo da Morte estende os braços e oferece um confortável silêncio eterno. O Caçador da Sombra entrega seu corpo e sua alma, certo de sua Redenção Tardia.
- "Gate XIII": é uma orquestra instrumental, reprisando riffs, progressões, e outros temas musicais de muitas das outras músicas, simbolizando que se vive a vida tirando a vida dos outros, acaba a vida, mais vida começa. A cobra come sua cauda.

## Recepção
| Críticas profissionais | Críticas profissionais |
| Avaliações da crítica  | Avaliações da crítica  |
| Fonte                  | Avaliação              |
| ---------------------- | ---------------------- |
| Allmusic               | [ 1 ]                  |
| Blabbermouth.net       | [ 2 ]                  |
| Novo Metal             | [ 3 ]                  |

O álbum foi bem recebido pela crítica especializada, o Akihisa Ozawa da Burn! deu 91 pontos pelo álbum, algo raro na revista, o álbum ganhou 3 notas 10 no Free Paper da loja Sumiya,[carece de fontes?] Edson Rocha (Redator do site Novo Metal) chegou a comentar: 
"Um álbum que está há mais de dois meses no meu player não pode ser ruim. Já fiz diversos testes para avaliar a qualidade de Temple of Shadows; como ouvir de mau humor, deixar ele por uma semana na gaveta e voltar a escutá-lo, ouvir no carro, no discman, com dor de cabeça e etc, ou seja, dos mais diversos modos e humores e não consegui encontrar falhas nem músicas que estivessem lá somente para preencher espaço."
O álbum ganhou diversos prêmios ao redor do mundo (Ver a seção Prêmios), o single "Wishing Well" atingiu #85 nas rádios brasileiras e teve vídeo veículado na MTV Brasil.
O álbum foi classificado em 21º lugar na lista dos 25 melhores álbuns de power metal de todos os tempos da revista Loudwire.
Em 2023, foi eleito o melhor álbum da banda pelos leitores do site Wikimetal.

## Faixas
Todas as letras escritas por Rafael Bittencourt e todas músicas escritas por Rafael Bittencourt e Kiko Loureiro, exceto onde anotado.
| N.º            | Título                 | Música                          | Duração |  |
| 1.             | "Deus Le Volt!"        | Loureiro                        | 0:52    |  |
| 2.             | "Spread Your Fire"     | Edu Falaschi, Loureiro          | 4:25    |  |
| 3.             | "Angels and Demons"    | Falaschi, Loureiro              | 4:10    |  |
| 4.             | "Waiting Silence"      |                                 | 4:55    |  |
| 5.             | "Wishing Well"         | Falaschi                        | 3:59    |  |
| 6.             | "The Temple of Hate"   | Loureiro                        | 5:13    |  |
| 7.             | "The Shadow Hunter"    |                                 | 8:04    |  |
| 8.             | "No Pain for the Dead" |                                 | 5:05    |  |
| 9.             | "Winds of Destination" |                                 | 6:56    |  |
| 10.            | "Sprouts of Time"      | Loureiro                        | 5:09    |  |
| 11.            | "Morning Star"         |                                 | 7:39    |  |
| 12.            | "Late Redemption"      |                                 | 4:55    |  |
| 13.            | "Gate XIII"            | Loureiro, Bittencourt, Falaschi | 5:03    |  |
| Duração total: | Duração total:         | Duração total:                  | 66:60   |  |

## Créditos
Angra
- Edu Falaschi – vocal; violão adicional em "Wishing Well"; coral em "Spread Your Fire" e "Winds of Destination"
- Rafael Bittencourt – guitarra; violão; vocais de apoio; arranjos vocais; coral em "Spread Your Fire" e "Winds of Destination" e backing vocals; regência de cordas em "The Temple of Hate" e "No Pain For The Dead"
- Kiko Loureiro – guitarra, violão, bandolim, percussão adicional; piano em Winds of Destination"; arranjos de teclados e cordas
- Felipe Andreoli – baixo; coral em "Spread Your Fire" e "Winds of Destination"
- Aquiles Priester – bateria e percussão adicional

Artistas convidados
- Sabine Edelsbacher (Edenbridge) – voz em "Spread Your Fire" e "No Pain For The Dead"
- Kai Hansen (Helloween, Gamma Ray) – voz em "The Temple of Hate"
- Hansi Kürsch (Blind Guardian) – voz em "Winds of Destination"
- Milton Nascimento – voz em "Late Redemption"

Quarteto de cordas Topcat em "The Temple of Hate" e "No Pain For The Dead"
- Alejandro Ramirez e Helena Imasato – violinos
- Glauco Masahiro Imasato – viola de arco
- Gustavo Pinto Lessa – violoncelo

Músicos adicionais
- Michael "Miro" Rodenberg – teclados
- Dennis Ward – vocais de apoio adicionais em "Angels and Demons", "Waiting Silence" e "Winds of Destination"
- Sílvia Góes – piano em "Sprouts of Time"
- Yaniel Mattos – violoncelo
- Douglas Las Casas – percussão
- Zeca Loureiro, Rita Maria, Tito Falaschi – coral em "Spread Your Fire" e "Winds of Destination"

Produção
- Angra – arranjos
- Dennis Ward – produção, gravação e mixagem
- Antonio D. Pirani – produção executiva
- Jurgen Lusky – masterização
- Rafael Bittencourt – conceito de capa e textos
- Isabel de Amorim – projeto gráfico da capa
- Marcelo Rossi – fotos
- Gravado e mixado nos estúdios House of Audio Studios (Alemanha) e Mosh Studios (São Paulo), de Janeiro a Julho de 2004
- Masterizado no estúdio House of Audio Studios (Alemanha) entre Junho e Julho de 2004
- Músicas editadas por Rakibitlou Music

## Desempenho nas paradas e certificações
Paradas musicais
| Parada musical (2004)                     | Melhor posição |
| ----------------------------------------- | -------------- |
| Brasil - ABPD                             | 10             |
| Japão - Oricon Total Albums Sales         | 22             |
| Japão - Oricon International Albums Chart | 6              |
| França - SNEP                             | 110            |

Certificações
| País   | Certificação | Provedor | Vendas  |
| ------ | ------------ | -------- | ------- |
| Brasil | Ouro         | ABPD     | 50,000+ |

## Prêmios
| Ano  | Nomeado                                  | Prêmio                         | Resultado |
| ---- | ---------------------------------------- | ------------------------------ | --------- |
| 2005 | Melhor álbum de Heavy metal              | Prêmio Claro de música         | Vencedor  |
| 2005 | Melhor álbum de 2004                     | Melhores do ano Revista Burrn! | Vencedor  |
| 2005 | Melhor canção de 2004 (Spread Your Fire) | Melhores do ano Revista Burrn! | Vencedor  |
| 2005 | Melhor vocalista (Edu Falaschi)          | Melhores do ano Revista Burrn! | Nomeado   |
| 2005 | Melhor capa                              | Melhores do ano Revista Burrn! | Nomeado   |
| 2005 | Melhor álbum de 2004                     | Melhores Rádio 89 FM           | Nomeado   |